# Physothorax
Physothorax is een geslacht van vliesvleugeligen uit de familie Torymidae. De wetenschappelijke naam van dit geslacht is voor het eerst geldig gepubliceerd in 1885 door Mayr.

## Soorten
Het geslacht Physothorax omvat de volgende soorten:
- Physothorax annuliger Mayr, 1885
- Physothorax bicolor (Mayr, 1885)
- Physothorax bidentulus Burks, 1969
- Physothorax disciger Mayr, 1885
- Physothorax ledouxi (Risbec, 1953)
- Physothorax mayri Ashmead, 1904
- Physothorax pallidus Ashmead, 1900
- Physothorax percaudatus Boucek, 1993
- Physothorax russelli Crawford, 1910
- Physothorax serratus Mayr, 1906